# 滋賀県道511号栗見新田安土線
滋賀県道511号栗見新田安土線（しがけんどう511ごう くりみしんでんあづちせん）は、滋賀県東近江市から近江八幡市に至る一般県道である。

## 概要
東近江市栗見新田町から近江八幡市安土町下豊浦に至る。
東近江市栗見新田町で滋賀県道25号彦根近江八幡線から分岐し、大中湖の干拓地を通り、近江八幡市安土町下豊浦で滋賀県道2号大津能登川長浜線に至る路線。干拓地の中央幹道で、惣延長は6.2 km。

### 路線データ
- 起点：東近江市栗見新田町（水車橋交差点、滋賀県道25号彦根近江八幡線交点）
- 終点：近江八幡市安土町下豊浦（下豊浦交差点、滋賀県道2号大津能登川長浜線交点、滋賀県道201号安土西生来線起点、滋賀県道600号近江八幡安土能登川自転車道線上）
- 総延長：6.2 km[1]

## 路線状況

### 重複区間
- 滋賀県道600号近江八幡安土能登川自転車道線（近江八幡市安土町下豊浦 - 近江八幡市安土町下豊浦・下豊浦交差点（終点））

## 地理

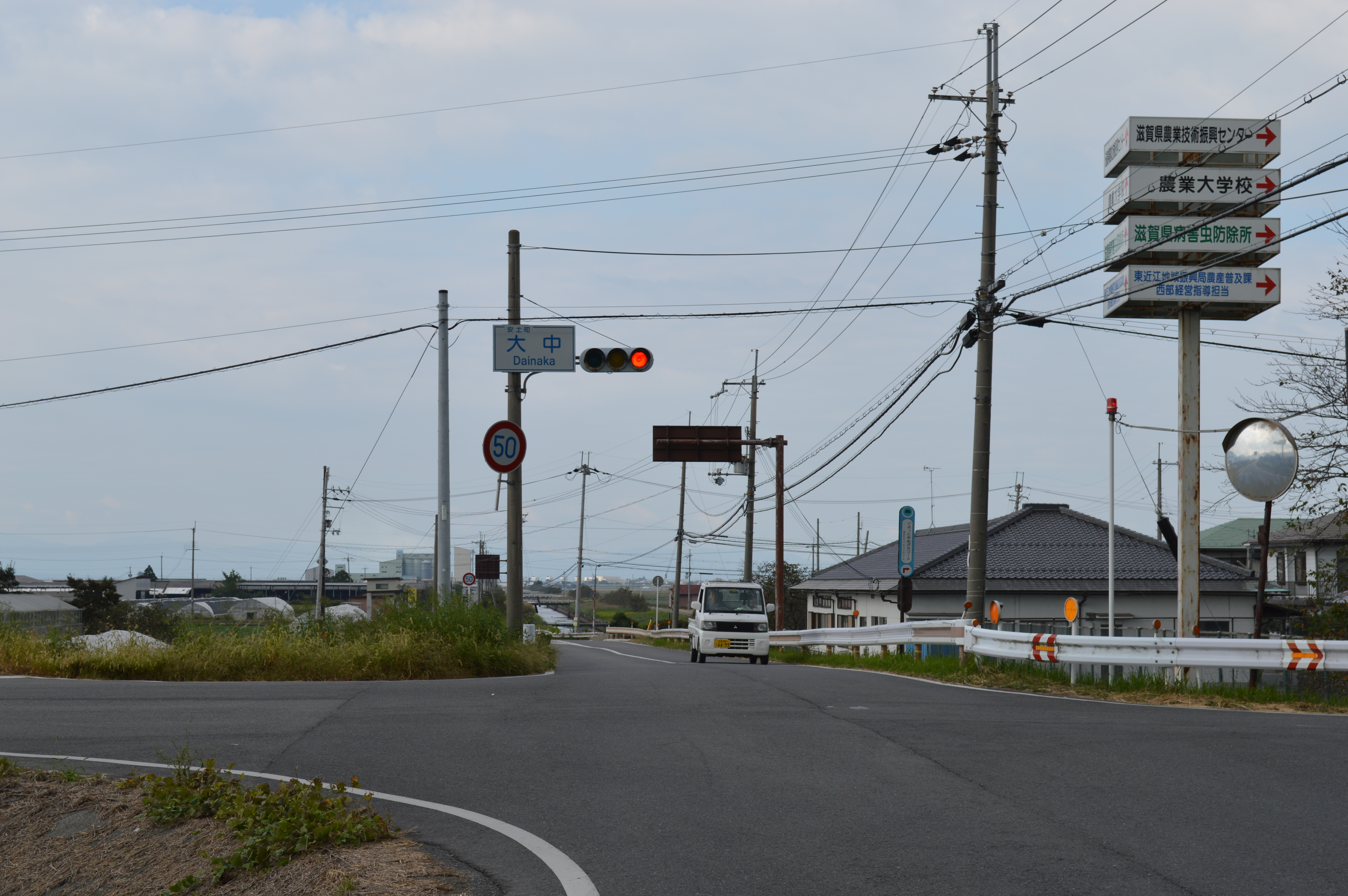
大中交差点で滋賀県道526号伊庭円山線と交差する
2013年10月撮影。

### 通過する自治体
- 滋賀県
  - 東近江市 - 近江八幡市

### 交差する道路
| 交差する道路 | 市町村名   | 交差する場所 | 交差する場所        |
| --- | ---------- | ------------ | ------------------- |
| 滋賀県道25号彦根近江八幡線 / 湖岸道路＝さざなみ街道 | 東近江市   | 栗見新田町   | 水車橋交差点 / 起点 |
| 滋賀県道526号伊庭円山線 | 近江八幡市 | 安土町大中   | 大中交差点          |
| 滋賀県道600号近江八幡安土能登川自転車道線 / びわ湖よし笛ロード 重複区間起点                                                                            | 近江八幡市 | 安土町下豊浦 |                     |
| 滋賀県道2号大津能登川長浜線 / 彦根道＝朝鮮人街道 滋賀県道201号安土西生来線 滋賀県道600号近江八幡安土能登川自転車道線 / びわ湖よし笛ロード 重複区間終点 | 近江八幡市 | 安土町下豊浦 | 下豊浦交差点 / 終点 |

### 沿線
- 栗見新田PA（パーキング）
- 大中の湖神社
- 西の湖